# Liste der Wagen der Bayerischen Ostbahnen
Die Liste der Wagen der bayerischen Ostbahnen stellt eine Übersicht der bei den königlich privilegierten bayerischen Ostbahnen – gebräuchliche Abkürzung B.O.B. – in der Zeit zwischen 1846 und 1876 zum Einsatz gekommenen Personen- und Güterwagen dar.  Die Auswahl der Zeitabschnitte für die Angaben der Wagennummern resultieren aus den für die B.O.B. relevanten Nummerierungszeiträumen
- ab 1856 bis ca. 1872, getrennte Nummernkreise je Wagengattung
- ab 1872 neues Nummerierungsschema gemäß staatlicher Vorgaben
- ab 1875/76 neues Nummerierungsschema nach der Integration in den Wagenpark der  königl. bayerischen Staatseisenbahnen

| neue Bezei- chnung | Wagengattung                                          | alte Bezeichnungen | alte Bezeichnungen |
|                    |                                                       | Staats- bahn       | Ost- Bahn          |
| ------------------ | ----------------------------------------------------- | ------------------ | ------------------ |
| A                  | gedeckte Güterwagen mit 200 Zentner (10 to) Tragkraft | A.                 | E./E.br.           |
| A1                 | gedeckte Güterwagen zu 120 Zentner (6 to) Tragkraft   | B                  | –                  |
| A2                 | gedeckte Güterwagen zu 80 Zentner (4 to) Tragkraft    | C                  | —                  |
| B                  | Bahndienstwagen                                       | BD                 | —                  |
| C                  | Heizwagen                                             | HW                 | —                  |
| D                  | Dienstwagen für das Fahrpersonal                      | DW                 | —                  |
| E                  | offene, hochbordige Güterwagen zu 200 Zentner         | E.                 | F./F.br.           |
| E1                 | offene, hochbordige Güterwagen zu 180 Zentner         | L.                 | —                  |
| E2                 | offene, hochbordige Güterwagen zu 120 Zentner         | F.                 | —                  |
| E3                 | offene, hochbordige Güterwagen zu 80 Zentner          | G.                 | —                  |
| F                  | offene, niederbordige lange Güterwagen zu 200 Zentner | E.                 | J./J.br.           |
| G                  | offene, niederbordige kurze Güterwagen zu 200 Zentner | —                  | J./J.br.           |
| H                  | Schemelwagen für Langholztransport zu 200 Zentner     | EH.                | K./K.br.           |
| H1                 | Schemelwagen für Langholztransport zu 180 Zentner     | LH.                | —                  |
| H2                 | Schemelwagen für Langholztransport zu 80 Zentner      | G.H.               | —                  |
| J                  | Gepäckwagen                                           | Gp.                | D./D.br.           |
| K                  | Kleinviehwagen                                        | K.                 | G./G.br.           |
| L                  | Steintransportwagen                                   | —                  | L./L.br.           |
| M                  | Torftransportwagen                                    | M.                 | N./N.br.           |
| N                  | Pferde-stallwagen                                     | J.                 | H./H.br.           |
| O                  | Großviehwagen                                         | —                  | O./O.br.           |
| P1                 | Personenwagen 1. Klasse (Salonwagen)                  | —                  | A./A.br.           |
| P1/2               | Personenwagen I./II. Klasse                           | —                  | A.B./A.B.br.       |
| P2                 | Personenwagen II. Klasse                              | —                  | B./B.br.           |
| P2/3               | Personenwagen der II. und III. Klasse                 | —                  | B.C./B.C.br.       |
| P3                 | Personenwagen der III. Klasse                         | —                  | C./C.br.           |
| BP                 | Bahnpostwagen                                         | B.P.               | M./M.br.           |

## Historisches
Die Wagen der bayerischen Ostbahnen hatten – im Gegensatz zu den Wagen der Staatsbahn – von Beginn an Buchstaben als Gattungsmerkmale. Siehe hierzu auch die nebenstehende Liste, in welcher die diversen Wagengattungen der B.O.B. in der rechten Spalte zu finden sind. Als Besonderheit ist zu erwähnen, dass für gebremste Wagen der Zusatz „br.“ an das eigentliche Gattungszeichen angehängt wurde.
Zusätzlich wurden von der B.O.B. Baugrundsätze für die verschiedenen Wagengattungen entwickelt was Radstand, Untergestell und auch Lastgrenzen betraf.
Die Staatsbahn hat dieses System der Gattungsbuchstaben zum 15. Mai 1867  übernommen, allerdings mit abweichenden Buchstaben für die einzelnen Gattungen (siehe die dritte spalte von links in der nebenstehenden Liste). Für beide Varianten problematisch war aber, dass je Gattungszeichen mit „1“ beginnend die Wagen durchgezählt wurden. Somit war alleine die Wagennummer kein eindeutiges Zuordnungsmerkmal.
Auf Grund von technischen Vereinbarungen im Rahmen des VDEV wurde per Verordnung im Jahre 1872 verfügt, dass es nur noch ein globales Nummernschema je Bahngesellschaft geben darf, welches eine Eindeutigkeit über die einem Wagen zugeordnete Nummer sicherstellt.
Mit Integration der Actiengesellschaft der bayerischen Ostbahnen in die Staatsbahn zum 1. Januar 1876 wurde auch der Wagenpark in das Nummernschema der Staatsbahn eingereiht. Dadurch wurden in der Folge dann auch teilweise die Gattungszuordnung und auch die Wagennummern geändert (siehe die erste Spalte von links in der nebenstehenden Liste). Alle drei Nummernschemen werden in den folgenden Aufstellungen berücksichtigt.

## Datenlage
Die Datenlage zu den Wagen der B.O.B. ist durch zwei Wagenstandsverzeichnisse – 1872 und 1875 – aus dem Verkehrsmuseum Nürnberg (VMN) gesichert. Diese sind allerdings nicht direkt aus der Zeit, sondern wurden zu einem späteren Zeitpunkt dem Museum zur Verfügung gestellt. Das Verzeichnis von 1872 wurde 1922 von dem Oberregierungsbaurat C. Fischer dem Museum geschenkt. Das von 1875 wurde sogar erst 1942 von Herrn RD. Naderer dem Museum übereignet. Das bewirkt z. B., dass die Datenlage bei einzelnen Typen, welche 1945 schon gänzlich ausgemustert waren, nicht komplett ist. Ansonsten kann der weitere Weg der Wagen der ehem. königl. privil. Bayerischen Ostbahnen (B.O.B.) nach der Übernahme durch die Staatsbahn auch in deren Wagenstands Verzeichnissen nachvollzogen werden da dort die Herkunft in vielen Jahren noch angegeben wird.

## Kennzeichnung und Farben
Die Wagen der B.O.B. erhielten alle als Eigentumskennzeichen das Kürzel B.O.B. auf den Seitenwänden und den Langträgern. Dieses Kürzel war auch auf den Gehäusen der Radlager zu finden. Das Farbschema für die Güterwagen war: Außenwände in einem Braunton, Innenwände und Räder in Grau – analog dem Farbschema der Staatsbahn – und alle Eisenteile Schwarz. Die Beschriftung war gelb. Für Personenwagen muss das Farbschema der Staatsbahnwagen angenommen werden.

## Personenwagen

### Salonwagen
| Herstelldaten | Herstelldaten | Herstelldaten | Blatt-No. | Blatt-No. | Blatt-No. | Wagennummern je Epoche Gattungszeichen je Epoche | Wagennummern je Epoche Gattungszeichen je Epoche | Wagennummern je Epoche Gattungszeichen je Epoche | Fahrwerk / Ausstattung / Zusatzinfo (siehe jeweilige Legende) | Fahrwerk / Ausstattung / Zusatzinfo (siehe jeweilige Legende) | Fahrwerk / Ausstattung / Zusatzinfo (siehe jeweilige Legende) | Fahrwerk / Ausstattung / Zusatzinfo (siehe jeweilige Legende) | Fahrwerk / Ausstattung / Zusatzinfo (siehe jeweilige Legende) | Fahrwerk / Ausstattung / Zusatzinfo (siehe jeweilige Legende) | Fahrwerk / Ausstattung / Zusatzinfo (siehe jeweilige Legende) | Fahrwerk / Ausstattung / Zusatzinfo (siehe jeweilige Legende) | Fahrwerk / Ausstattung / Zusatzinfo (siehe jeweilige Legende) | Fahrwerk / Ausstattung / Zusatzinfo (siehe jeweilige Legende) | Fahrwerk / Ausstattung / Zusatzinfo (siehe jeweilige Legende) | Fahrwerk / Ausstattung / Zusatzinfo (siehe jeweilige Legende)                             |
| Bau- jahr     | Her- steller  | Anz.          | I         | II        | III       | gültig bis 1872                                  | gültig bis 1876                                  | gültig bis 1884                                  | Anz. Achs.                                                    | Rad- stand                                                    | LüP                                                           | Unt. Gest.                                                    | Brem- sen                                                     | Bl.                                                           | Hz.                                                           | Art u.Anz. Abteile (Sitze je Klasse)                          | Art u.Anz. Abteile (Sitze je Klasse)                          | Art u.Anz. Abteile (Sitze je Klasse)                          | Art u.Anz. Abteile (Sitze je Klasse)                          | Bemerkung                                                                                 |
| Gattung       | Gattung       | Gattung       |           |           |           | AB.                                              | AB.                                              | AB.                                              |                                                               | [mm]                                                          | [mm]                                                          | (siehe jew. Legende)                                          | (siehe jew. Legende)                                          | (siehe jew. Legende)                                          | (siehe jew. Legende)                                          | A                                                             | 1.                                                            | 2.                                                            | 3.                                                            |                                                                                           |
| ------------- | ------------- | ------------- | --------- | --------- | --------- | ------------------------------------------------ | ------------------------------------------------ | ------------------------------------------------ | ------------------------------------------------------------- | ------------------------------------------------------------- | ------------------------------------------------------------- | ------------------------------------------------------------- | ------------------------------------------------------------- | ------------------------------------------------------------- | ------------------------------------------------------------- | ------------------------------------------------------------- | ------------------------------------------------------------- | ------------------------------------------------------------- | ------------------------------------------------------------- | ----------------------------------------------------------------------------------------- |
|               |               | 1             |           |           | 12        |                                                  |                                                  |                                                  | 2                                                             | 4.580                                                         | 8.410                                                         | H / E                                                         | Pl                                                            | (G)                                                           | (D)                                                           |                                                               | 8 (14)                                                        |                                                               |                                                               | nach Umbau Bereisungswagen der Generaldirektion; dann mit Gasbeleuchtung und Dampfheizung |

### Durchgangswagen
| Herstelldaten                | Herstelldaten                | Herstelldaten                | Wagennummern je Epoche Gattungszeichen je Epoche | Wagennummern je Epoche Gattungszeichen je Epoche | Wagennummern je Epoche Gattungszeichen je Epoche | Fahrwerk / Ausstattung / Zusatzinfo (siehe jeweilige Legende) | Fahrwerk / Ausstattung / Zusatzinfo (siehe jeweilige Legende) | Fahrwerk / Ausstattung / Zusatzinfo (siehe jeweilige Legende) | Fahrwerk / Ausstattung / Zusatzinfo (siehe jeweilige Legende) | Fahrwerk / Ausstattung / Zusatzinfo (siehe jeweilige Legende) | Fahrwerk / Ausstattung / Zusatzinfo (siehe jeweilige Legende) | Fahrwerk / Ausstattung / Zusatzinfo (siehe jeweilige Legende) | Fahrwerk / Ausstattung / Zusatzinfo (siehe jeweilige Legende) | Fahrwerk / Ausstattung / Zusatzinfo (siehe jeweilige Legende) | Fahrwerk / Ausstattung / Zusatzinfo (siehe jeweilige Legende) | Fahrwerk / Ausstattung / Zusatzinfo (siehe jeweilige Legende) | Fahrwerk / Ausstattung / Zusatzinfo (siehe jeweilige Legende) | Fahrwerk / Ausstattung / Zusatzinfo (siehe jeweilige Legende) | Fahrwerk / Ausstattung / Zusatzinfo (siehe jeweilige Legende) |
| Bau- jahr                    | Her- steller                 | Anz.                         | gültig bis 1872                                  | gültig bis 1876                                  | gültig bis 1884                                  | Anz. Achs.                                                    | Rad- stand                                                    | LüP                                                           | Unt. Gest.                                                    | Brem- sen                                                     | Bl.                                                           | Hz.                                                           | Art u.Anz. Abteile (Sitze je Klasse)                          | Art u.Anz. Abteile (Sitze je Klasse)                          | Art u.Anz. Abteile (Sitze je Klasse)                          | Art u.Anz. Abteile (Sitze je Klasse)                          | Art u.Anz. Abteile (Sitze je Klasse)                          | Art u.Anz. Abteile (Sitze je Klasse)                          | Bemerkung                                                     |
| Blatt-Nr. aus WV von Gattung | Blatt-Nr. aus WV von Gattung | Blatt-Nr. aus WV von Gattung | BOB 1872 C./C.br.                                | 25 BOB 1875 C./C.br.                             | 45 KBE 1879 PIII.                                |                                                               | [mm]                                                          | [mm]                                                          | (siehe jew. Legende)                                          | (siehe jew. Legende)                                          | (siehe jew. Legende)                                          | (siehe jew. Legende)                                          | A                                                             | 1.                                                            | 2.                                                            | 3.                                                            | O.                                                            | M.                                                            |                                                               |
| ---------------------------- | ---------------------------- | ---------------------------- | ------------------------------------------------ | ------------------------------------------------ | ------------------------------------------------ | ------------------------------------------------------------- | ------------------------------------------------------------- | ------------------------------------------------------------- | ------------------------------------------------------------- | ------------------------------------------------------------- | ------------------------------------------------------------- | ------------------------------------------------------------- | ------------------------------------------------------------- | ------------------------------------------------------------- | ------------------------------------------------------------- | ------------------------------------------------------------- | ------------------------------------------------------------- | ------------------------------------------------------------- | ------------------------------------------------------------- |
| 1872/ 1874                   | Klett                        | 38                           |                                                  | 576–613                                          | 18 189–18 226                                    | 2                                                             | 4.230                                                         | 8.310                                                         | E                                                             |                                                               | Öl                                                            | O                                                             |                                                               |                                                               |                                                               | 32                                                            |                                                               | 28                                                            | weitere Details siehe Wagenblatt                              |
| 1872/ 1874                   | Klett                        | 18                           | 614–631                                          | 18 227–18 244                                    | Pl                                               | 2                                                             | 4.230                                                         | 8.310                                                         | E                                                             |                                                               | Öl                                                            | O                                                             |                                                               |                                                               |                                                               | 32                                                            |                                                               | 28                                                            | weitere Details siehe Wagenblatt                              |
| 1872/ 1874                   | Klett                        | 19                           | 632–650                                          | 18 245–18 263                                    |                                                  | 2                                                             | 4.230                                                         | 8.310                                                         | E                                                             |                                                               | Öl                                                            | O                                                             |                                                               |                                                               |                                                               | 32                                                            |                                                               | 28                                                            | weitere Details siehe Wagenblatt                              |

### Abteilwagen
| Herstelldaten | Herstelldaten | Herstelldaten | Blatt-No. | Blatt-No. | Blatt-No. | Wagennummern je Epoche Gattungszeichen je Epoche | Wagennummern je Epoche Gattungszeichen je Epoche | Wagennummern je Epoche Gattungszeichen je Epoche | Wagennummern je Epoche Gattungszeichen je Epoche | Fahrwerk / Ausstattung / Zusatzinfo (siehe jeweilige Legende) | Fahrwerk / Ausstattung / Zusatzinfo (siehe jeweilige Legende) | Fahrwerk / Ausstattung / Zusatzinfo (siehe jeweilige Legende) | Fahrwerk / Ausstattung / Zusatzinfo (siehe jeweilige Legende) | Fahrwerk / Ausstattung / Zusatzinfo (siehe jeweilige Legende) | Fahrwerk / Ausstattung / Zusatzinfo (siehe jeweilige Legende) | Fahrwerk / Ausstattung / Zusatzinfo (siehe jeweilige Legende) | Fahrwerk / Ausstattung / Zusatzinfo (siehe jeweilige Legende) | Fahrwerk / Ausstattung / Zusatzinfo (siehe jeweilige Legende) | Fahrwerk / Ausstattung / Zusatzinfo (siehe jeweilige Legende) | Fahrwerk / Ausstattung / Zusatzinfo (siehe jeweilige Legende) | Fahrwerk / Ausstattung / Zusatzinfo (siehe jeweilige Legende)                                 |
| Bau- jahr     | Her- steller  | Anz.          | I         | II        | III       | gültig bis 1872                                  | gültig bis 1876                                  | gültig bis 1884                                  | Gattung ab 1920                                  | Anz. Achs.                                                    | Rad- stand                                                    | LüP                                                           | Unt. Gest.                                                    | Brem- sen                                                     | Bl.                                                           | Hz.                                                           | Art u.Anz. Abteile (Sitze je Klasse)                          | Art u.Anz. Abteile (Sitze je Klasse)                          | Art u.Anz. Abteile (Sitze je Klasse)                          | Art u.Anz. Abteile (Sitze je Klasse)                          | Bemerkung                                                                                     |
| Gattung       | Gattung       | Gattung       |           |           |           | AB.                                              | AB.                                              | AB.                                              |                                                  |                                                               | [mm]                                                          | [mm]                                                          | (siehe jew. Legende)                                          | (siehe jew. Legende)                                          | (siehe jew. Legende)                                          | (siehe jew. Legende)                                          | A                                                             | 1.                                                            | 2.                                                            | 3.                                                            |                                                                                               |
| ------------- | ------------- | ------------- | --------- | --------- | --------- | ------------------------------------------------ | ------------------------------------------------ | ------------------------------------------------ | ------------------------------------------------ | ------------------------------------------------------------- | ------------------------------------------------------------- | ------------------------------------------------------------- | ------------------------------------------------------------- | ------------------------------------------------------------- | ------------------------------------------------------------- | ------------------------------------------------------------- | ------------------------------------------------------------- | ------------------------------------------------------------- | ------------------------------------------------------------- | ------------------------------------------------------------- | --------------------------------------------------------------------------------------------- |
| 1858– 1860    | Klett         | 30            | 2         | 14        | 26        | 1–30                                             | 21–50                                            | 17 760–17 789                                    | AB Bay 58                                        | 2                                                             | [ Anm. 3 ]                                                    | 7.880                                                         | H                                                             |                                                               | Öl                                                            | D                                                             |                                                               | 1 ½ (12)                                                      | 2 (16)                                                        |                                                               | unterschiedliche Ausstattung(siehe weiter bei KBStsB unter AB Bay 58)                         |
| 1864          | Klett         | 15            | 3         | 15        | 24        | 31–45                                            | 51–65                                            | 17 790–17 784                                    | AB Bay 64                                        | 2                                                             |                                                               |                                                               | H                                                             |                                                               | Öl                                                            |                                                               |                                                               | ½ (3)                                                         | 3 (24)                                                        |                                                               | unterschiedliche Ausstattung (weiter bei KBStsB unter AB Bay 64)                              |
| 1865          |               | 6             | 4         |           | 27        | 46–51                                            | 66–71                                            | 17 804–17 810                                    | B4 Bay 65                                        | 2                                                             |                                                               |                                                               | H                                                             |                                                               | Öl                                                            |                                                               |                                                               | 1 (6)                                                         | 2 (16)                                                        |                                                               | (weiter bei KBStsB unter B4 Bay 65)                                                           |
| 1868          | Klett         | 5             | 5         | 17        | 34        | 52–56                                            | 72–76                                            | 17 811–17 815                                    | B Bay 68                                         | 2                                                             |                                                               |                                                               | H                                                             |                                                               | Öl                                                            |                                                               |                                                               | 2 (16)                                                        | 2 (16)                                                        |                                                               | (weiter bei KBStsB unter B Bay 68)                                                            |
| 1870          | Klett         | 10            | 6         | 18        | 25        | 57–66                                            | 77–86                                            | 17 816–17 825                                    |                                                  | 2                                                             | 4.380                                                         | 8.490                                                         | E                                                             |                                                               | Öl                                                            | D                                                             |                                                               | 1 ½ (9)                                                       | 2 (16)                                                        |                                                               | mit unterschiedlichen Ausstattungen(siehe weiter bei der KBStsB unter Blatt 99)               |
| Gattung       | Gattung       | Gattung       |           |           |           | AB.(AB.br)                                       | AB.(AB.br)                                       | AB.                                              |                                                  |                                                               |                                                               |                                                               |                                                               |                                                               |                                                               |                                                               |                                                               |                                                               |                                                               |                                                               |                                                                                               |
| Gattung       | Gattung       | Gattung       |           |           |           | B.(B.br)                                         | B.(B.br)                                         | B.                                               |                                                  |                                                               |                                                               |                                                               |                                                               |                                                               |                                                               |                                                               |                                                               |                                                               |                                                               |                                                               |                                                                                               |
| 1858– 1862    | Klett         | 45            | 7         | 20        | 33        | 1–45                                             | 151–195                                          | 17 856–17 894                                    | B Bay 58                                         | 2                                                             | 3.790                                                         | 8.220                                                         | H                                                             |                                                               | Öl                                                            | (D)                                                           |                                                               |                                                               | 4 (30/32)                                                     |                                                               | unterschiedliche Ausstattung(siehe weiter bei KBStsB unter B Bay 58)                          |
| Gattung       | Gattung       | Gattung       |           |           |           | B.C.(B.C.br)                                     | B.C.(B.C.br)                                     | BC.                                              |                                                  |                                                               |                                                               |                                                               |                                                               |                                                               |                                                               |                                                               |                                                               |                                                               |                                                               |                                                               |                                                                                               |
| 1864          | Klett         | 20            | 9         | 21a       | 53        | 1–20                                             | 301–320                                          | 17 934–17 948                                    | BC Bay 64                                        | 2                                                             | 3.790                                                         | 7.810                                                         | H/E                                                           |                                                               | Öl                                                            | (D)                                                           |                                                               |                                                               | 2 (16)                                                        | 2 (20)                                                        | Details siehe Wagenblatt                                                                      |
| Gattung       | Gattung       | Gattung       |           |           |           | C.(C.br)                                         | C.(C.br)                                         | C.                                               |                                                  |                                                               |                                                               |                                                               |                                                               |                                                               |                                                               |                                                               |                                                               |                                                               |                                                               |                                                               |                                                                                               |
| 1864          |               | 5             | ?         | 23        | 61        | 196–200                                          | 546–550                                          | 18 159–18 163                                    |                                                  | 2                                                             | 3.500                                                         | 7.600                                                         | E                                                             |                                                               | Öl                                                            | D                                                             |                                                               |                                                               |                                                               | 4 (40)                                                        | (siehe weiter bei der KBStsB unter Blatt 134)                                                 |
| 1862          |               | 5             | ?         | 23        | 61        | 191–195                                          | 541–545                                          | 18 154–18 158                                    |                                                  | 2                                                             | 3.500                                                         | 7.600                                                         | E                                                             | Hbr                                                           | Öl                                                            | D                                                             |                                                               |                                                               |                                                               | 3 ¾ (37)                                                      | (siehe weiter bei der KBStsB unter Blatt 134)                                                 |
| 1870          |               | 20            | 12        | 24        | 62        | 201–220                                          | 551–570                                          | 18 164–18 183                                    |                                                  | 2                                                             | 3.500                                                         | 7.600                                                         | E                                                             |                                                               | Öl                                                            | D                                                             |                                                               |                                                               |                                                               | 4 (40)                                                        | teilweise bei der K.B.Sts.B. mit Westinghouse-Bremsen nachgerüstet (Details siehe Wagenseite) |
| 1870          |               | 5             | 12        | 24        | 62        | 221–225                                          | 571–575                                          | 18 184–18 188                                    |                                                  | 2                                                             | 3.500                                                         | 7.600                                                         | E                                                             | Brh                                                           | Öl                                                            | D                                                             |                                                               |                                                               |                                                               | 3 ¾ (37)                                                      | teilweise bei der K.B.Sts.B. mit Westinghouse-Bremsen nachgerüstet (Details siehe Wagenseite) |

## Gepäckwagen
| Herstelldaten | Herstelldaten | Herstelldaten | Blatt-No. | Blatt-No. | Blatt-No. | Wagennummern je Epoche Gattungszeichen je Epoche | Wagennummern je Epoche Gattungszeichen je Epoche | Wagennummern je Epoche Gattungszeichen je Epoche | Wagennummern je Epoche Gattungszeichen je Epoche | Fahrwerk / Ausstattung / Zusatzinfo (siehe jeweilige Legende) | Fahrwerk / Ausstattung / Zusatzinfo (siehe jeweilige Legende) | Fahrwerk / Ausstattung / Zusatzinfo (siehe jeweilige Legende) | Fahrwerk / Ausstattung / Zusatzinfo (siehe jeweilige Legende) | Fahrwerk / Ausstattung / Zusatzinfo (siehe jeweilige Legende) | Fahrwerk / Ausstattung / Zusatzinfo (siehe jeweilige Legende) | Fahrwerk / Ausstattung / Zusatzinfo (siehe jeweilige Legende) | Fahrwerk / Ausstattung / Zusatzinfo (siehe jeweilige Legende) | Fahrwerk / Ausstattung / Zusatzinfo (siehe jeweilige Legende) | Fahrwerk / Ausstattung / Zusatzinfo (siehe jeweilige Legende) | Fahrwerk / Ausstattung / Zusatzinfo (siehe jeweilige Legende) | Fahrwerk / Ausstattung / Zusatzinfo (siehe jeweilige Legende) |
| Bau- jahr     | Her- steller  | Anz.          | I         | II        | III       | gültig bis 1872                                  | gültig bis 1876                                  | gültig bis 1884                                  | Gattung ab 1920                                  | Anz. Achs.                                                    | Rad- stand                                                    | LüP                                                           | Unt. Gest.                                                    | Brem- sen                                                     | Bl.                                                           | Hz.                                                           | Art u.Anz. Abteile (Sitze je Klasse)                          | Art u.Anz. Abteile (Sitze je Klasse)                          | Art u.Anz. Abteile (Sitze je Klasse)                          | Art u.Anz. Abteile (Sitze je Klasse)                          | Bemerkung                                                     |
| Gattung       | Gattung       | Gattung       |           |           |           | J.br.                                            | J.br.                                            | D.                                               |                                                  |                                                               | [mm]                                                          | [mm]                                                          | (siehe jeweilige Legende)                                     | (siehe jeweilige Legende)                                     | (siehe jeweilige Legende)                                     | (siehe jeweilige Legende)                                     | A                                                             | D                                                             | G                                                             | V                                                             |                                                               |
| ------------- | ------------- | ------------- | --------- | --------- | --------- | ------------------------------------------------ | ------------------------------------------------ | ------------------------------------------------ | ------------------------------------------------ | ------------------------------------------------------------- | ------------------------------------------------------------- | ------------------------------------------------------------- | ------------------------------------------------------------- | ------------------------------------------------------------- | ------------------------------------------------------------- | ------------------------------------------------------------- | ------------------------------------------------------------- | ------------------------------------------------------------- | ------------------------------------------------------------- | ------------------------------------------------------------- | ------------------------------------------------------------- |
| 1858- 1861    | Klett Rathg.  | 50            | 13        | 26        | 50        | 1-50                                             | 801-850                                          | 17 280-17 329                                    | Pwg Bay 58                                       | 2                                                             | 3.500                                                         | 7.390                                                         | H                                                             | Hbr                                                           | Öl                                                            | O                                                             |                                                               | 1                                                             | 1                                                             |                                                               | Details siehe Wagenseite                                      |
| Gattung       | Gattung       | Gattung       |           |           |           | D.br                                             | D.br                                             | D.                                               |                                                  |                                                               |                                                               |                                                               |                                                               |                                                               |                                                               |                                                               |                                                               |                                                               |                                                               |                                                               |                                                               |
| 1865          | Rathg.        | 10            |           | 27        | 51        | 51-60                                            | 851-860                                          | 17 330-17 339                                    | Pwg Bay 65I                                      | 2                                                             | 4.100                                                         | 8.210                                                         | E                                                             | Hbr                                                           | Öl                                                            | D                                                             |                                                               | 1                                                             | 1                                                             |                                                               | Details siehe Wagenseite                                      |
| 1865          | Rathg.        | 4             | 15        | 28        | 50        | 61-64                                            | 861-864                                          | 17 340-17 343                                    | Pwg Bay 65II                                     | 2                                                             | 3.210                                                         | 7.390                                                         | E                                                             | Hbr                                                           | Öl                                                            | O                                                             | 1                                                             | 1                                                             | 1                                                             | 1                                                             | Details siehe Wagenseite                                      |
| 1866          | Klett Rathg.  | 16            | 16        | 29        | 48        | 65–80                                            | 365–380                                          | 17 346–17 359                                    | Pwg Bay 66                                       | 2                                                             | 3.590                                                         | 7.940                                                         | E                                                             | Hbr                                                           | Öl                                                            | O Dl                                                          |                                                               | 1                                                             | 1                                                             |                                                               | Details siehe Wagenseite                                      |
| 1870- 1875    |               | 45            | 17        |           | 51        | 81–90                                            | 881–920                                          | 17 330–17 339 17 360–17 404                      | Pw / Pwg Bay 70                                  | 2                                                             | 4.100                                                         | 8.340                                                         | E                                                             | Hbr                                                           | Öl                                                            | O Dl                                                          | 1                                                             | 1                                                             | 1                                                             | 1                                                             | Details siehe Wagenseite                                      |

## Bahnpostwagen
| Herstelldaten | Herstelldaten | Herstelldaten | Blatt-No. | Blatt-No. | Blatt-No. | Wagennummern je Epoche Gattungszeichen je Epoche | Wagennummern je Epoche Gattungszeichen je Epoche | Wagennummern je Epoche Gattungszeichen je Epoche | Fahrwerk / Ausstattung / Zusatzinfo (siehe jeweilige Legende) | Fahrwerk / Ausstattung / Zusatzinfo (siehe jeweilige Legende) | Fahrwerk / Ausstattung / Zusatzinfo (siehe jeweilige Legende) | Fahrwerk / Ausstattung / Zusatzinfo (siehe jeweilige Legende) | Fahrwerk / Ausstattung / Zusatzinfo (siehe jeweilige Legende) | Fahrwerk / Ausstattung / Zusatzinfo (siehe jeweilige Legende) | Fahrwerk / Ausstattung / Zusatzinfo (siehe jeweilige Legende) | Fahrwerk / Ausstattung / Zusatzinfo (siehe jeweilige Legende) | Fahrwerk / Ausstattung / Zusatzinfo (siehe jeweilige Legende) | Fahrwerk / Ausstattung / Zusatzinfo (siehe jeweilige Legende) | Fahrwerk / Ausstattung / Zusatzinfo (siehe jeweilige Legende) | Fahrwerk / Ausstattung / Zusatzinfo (siehe jeweilige Legende) |
| Bau- jahr     | Her- steller  | Anz.          | I         | II        | III       | gültig bis 1872                                  | gültig bis 1876                                  | gültig bis 1884                                  | Anz. Achs.                                                    | Rad- stand                                                    | LüP                                                           | Unt. Gest.                                                    | Brem- sen                                                     | Bl.                                                           | Hz.                                                           | Art u.Anz. Abteile (Sitze je Klasse)                          | Art u.Anz. Abteile (Sitze je Klasse)                          | Art u.Anz. Abteile (Sitze je Klasse)                          | Art u.Anz. Abteile (Sitze je Klasse)                          | Bemerkung                                                     |
| Gattung       | Gattung       | Gattung       |           |           |           | M.(M.br.)                                        | M.(M.br.)                                        | B.P.                                             |                                                               | [mm]                                                          | [mm]                                                          | (siehe jew. Legende)                                          | (siehe jew. Legende)                                          | (siehe jew. Legende)                                          | (siehe jew. Legende)                                          | A                                                             | B                                                             | D                                                             | P                                                             |                                                               |
| ------------- | ------------- | ------------- | --------- | --------- | --------- | ------------------------------------------------ | ------------------------------------------------ | ------------------------------------------------ | ------------------------------------------------------------- | ------------------------------------------------------------- | ------------------------------------------------------------- | ------------------------------------------------------------- | ------------------------------------------------------------- | ------------------------------------------------------------- | ------------------------------------------------------------- | ------------------------------------------------------------- | ------------------------------------------------------------- | ------------------------------------------------------------- | ------------------------------------------------------------- | ------------------------------------------------------------- |
| 1861 1862     | Klett         | 6             | 38        | 51        | 55        | 1–6                                              | 6 401–6 406                                      | 18 264–18 269                                    | 2                                                             | 3.790                                                         | 7.646                                                         | E,H                                                           |                                                               | P                                                             | O L                                                           |                                                               | 1                                                             |                                                               | 1                                                             | weiter zum Wagenblatt der K.B.Sts.B.                          |
| 1861 1862     | Klett         | 12            | 38        | 51        | 55        | 7–18                                             | 6 407–6 418                                      | 18 270–18 281                                    | 2                                                             | 3.790                                                         | 7.646                                                         | E,H                                                           | Pl                                                            | P                                                             | O L                                                           |                                                               | 1                                                             |                                                               | 1                                                             | weiter zum Wagenblatt der K.B.Sts.B.                          |
| 1864          | Rathg.        | 2             | 39        |           | 56        | 19–20                                            | 6 419–6 420                                      | 18 282–18 283                                    | 2                                                             | 4.380                                                         | 8.355                                                         | E,H                                                           | Hbr.                                                          | P                                                             | O L                                                           |                                                               | 1                                                             |                                                               | 1                                                             | umgebaut zum B.P. (siehe Wagenblatt der K.B.Sts.B.)           |
| 1864          | Rathg.        | 2             | 39        |           | 56        | 21–22                                            | 6 425–6 426                                      | 18 288–18 289                                    | 2                                                             | 4.100                                                         | 8.200                                                         | E,H                                                           | Hbr.                                                          | P                                                             | O L                                                           |                                                               | 1                                                             |                                                               | 1                                                             | umgebaut zum Postbeiwagen (siehe Wagenblatt der K.B.Sts.B.)   |

## Güterwagen

### Gedeckte Güterwagen
| Herstelldaten | Herstelldaten | Herstelldaten | Blatt-No. | Blatt-No. | Blatt-No. | Wagennummern je Epoche Gattungszeichen je Epoche | Wagennummern je Epoche Gattungszeichen je Epoche | Wagennummern je Epoche Gattungszeichen je Epoche | Fahrwerk / Ausstattung / Zusatzinfo (siehe jeweilige Legende) | Fahrwerk / Ausstattung / Zusatzinfo (siehe jeweilige Legende) | Fahrwerk / Ausstattung / Zusatzinfo (siehe jeweilige Legende) | Fahrwerk / Ausstattung / Zusatzinfo (siehe jeweilige Legende) | Fahrwerk / Ausstattung / Zusatzinfo (siehe jeweilige Legende) | Fahrwerk / Ausstattung / Zusatzinfo (siehe jeweilige Legende) | Fahrwerk / Ausstattung / Zusatzinfo (siehe jeweilige Legende) | Fahrwerk / Ausstattung / Zusatzinfo (siehe jeweilige Legende) | Fahrwerk / Ausstattung / Zusatzinfo (siehe jeweilige Legende) | Fahrwerk / Ausstattung / Zusatzinfo (siehe jeweilige Legende) | Fahrwerk / Ausstattung / Zusatzinfo (siehe jeweilige Legende)                                                                                               |
| Bau- jahr<    | Her- steller  | Anz.          | I         | II        | III       | gültig bis 1872                                  | gültig bis 1876                                  | gültig bis 1884                                  | Anz. Achs.                                                    | Rad- stand                                                    | LüP                                                           | Unt. Gest.                                                    | Brem- sen                                                     | Lade- länge                                                   | Lade- breite                                                  | Lade- fläche                                                  | Lade- volumen                                                 | Lade- gewicht                                                 | Bemerkung |
| Gattung       | Gattung       | Gattung       |           |           |           | E./E.br.                                         | A.                                               | A.                                               |                                                               | [mm]                                                          | [mm]                                                          |                                                               |                                                               | [mm]                                                          | [mm]                                                          | [m²]                                                          | [m³]                                                          | [kg]                                                          | |
| ------------- | ------------- | ------------- | --------- | --------- | --------- | ------------------------------------------------ | ------------------------------------------------ | ------------------------------------------------ | ------------------------------------------------------------- | ------------------------------------------------------------- | ------------------------------------------------------------- | ------------------------------------------------------------- | ------------------------------------------------------------- | ------------------------------------------------------------- | ------------------------------------------------------------- | ------------------------------------------------------------- | ------------------------------------------------------------- | ------------------------------------------------------------- | --- |
| 1858– 1861    | Klett         | 650           | 18        | 30        | 60        | 1–800                                            | 1001–1800                                        | 14001–14800                                      | 2                                                             | 3210 (3570)                                                   | 6950                                                          | H (E)                                                         |                                                               | 5620                                                          | 2520                                                          | 14,16                                                         | 22,2                                                          | 10.000                                                        | Werte in Klammern nach Umbau 1866; weitere Details siehe Wagenblatt                                                                                         |
| 1858– 1861    | Klett         | 150           | 18        | 30        | 60        | 1–800                                            | 1001–1800                                        | 14001–14800                                      | 2                                                             | 3210 (3570)                                                   | 6950                                                          | H (E)                                                         | Brh                                                           | 5620                                                          | 2520                                                          | 14,16                                                         | 21,0                                                          | 10.000                                                        | Werte in Klammern nach Umbau 1866; weitere Details siehe Wagenblatt                                                                                         |
| 1859– 1866    |               | 90            | 19        | 31        | 61        | 801–950                                          | 1801–1950                                        | 14801–14950                                      | 2                                                             | 3590                                                          | 7820                                                          | E                                                             |                                                               | 6710                                                          | 2510                                                          | 15,01                                                         | 27,8                                                          | 10.000                                                        | Werte in Klammern nach Umbau 1866; weitere Details siehe Wagenblatt insgesamt 35 Wagen aus dieser Serie wurden noch zu B.O.B.-Zeiten zu Bierwagten umgebaut |
| 1859– 1866    | 60            | Brh           | 19        | 31        | 61        | 801–950                                          | 1801–1950                                        | 14801–14950                                      | 2                                                             | 3590                                                          | 7820                                                          | E                                                             | 26,4                                                          | 6710                                                          | 2510                                                          | 15,01                                                         |                                                               | 10.000                                                        | Werte in Klammern nach Umbau 1866; weitere Details siehe Wagenblatt insgesamt 35 Wagen aus dieser Serie wurden noch zu B.O.B.-Zeiten zu Bierwagten umgebaut |
| 1868– 1873    |               | 20            | 20        | 32        | 61        | 951–1050                                         | 1951–2050                                        | 14951–15050                                      | 2                                                             | 3590                                                          | 7820                                                          | E                                                             | Brh                                                           | 6710                                                          | 2510                                                          | 15,01                                                         | 27,8                                                          | 10.000                                                        | Werte in Klammern nach Umbau 1866; weitere Details siehe Wagenblatt                                                                                         |
| 1868– 1873    | 80            |               | 20        | 32        | 61        | 951–1050                                         | 1951–2050                                        | 14951–15050                                      | 2                                                             | 3590                                                          | 7820                                                          | E                                                             | 26,4                                                          | 6710                                                          | 2510                                                          | 15,01                                                         |                                                               | 10.000                                                        | Werte in Klammern nach Umbau 1866; weitere Details siehe Wagenblatt                                                                                         |

### Offene Güterwagen
| Herstelldaten | Herstelldaten | Herstelldaten | Blatt-No. | Blatt-No. | Blatt-No. | Wagennummern je Epoche Gattungszeichen je Epoche | Wagennummern je Epoche Gattungszeichen je Epoche | Wagennummern je Epoche Gattungszeichen je Epoche | Fahrwerk / Ausstattung / Zusatzinfo (siehe jeweilige Legende) | Fahrwerk / Ausstattung / Zusatzinfo (siehe jeweilige Legende) | Fahrwerk / Ausstattung / Zusatzinfo (siehe jeweilige Legende) | Fahrwerk / Ausstattung / Zusatzinfo (siehe jeweilige Legende) | Fahrwerk / Ausstattung / Zusatzinfo (siehe jeweilige Legende) | Fahrwerk / Ausstattung / Zusatzinfo (siehe jeweilige Legende) | Fahrwerk / Ausstattung / Zusatzinfo (siehe jeweilige Legende) | Fahrwerk / Ausstattung / Zusatzinfo (siehe jeweilige Legende) | Fahrwerk / Ausstattung / Zusatzinfo (siehe jeweilige Legende) | Fahrwerk / Ausstattung / Zusatzinfo (siehe jeweilige Legende) | Fahrwerk / Ausstattung / Zusatzinfo (siehe jeweilige Legende)       |
| Bau- jahr<    | Her- steller  | Anz.          | I         | II        | III       | gültig bis 1872                                  | gültig bis 1876                                  | gültig bis 1884                                  | Anz. Achs.                                                    | Rad- stand                                                    | LüP                                                           | Unt. Gest.                                                    | Brem- sen                                                     | Lade- länge                                                   | Lade- breite                                                  | Lade- fläche                                                  | Lade- volumen                                                 | Lade- gewicht                                                 | Bemerkung                                                           |
| Gattung       | Gattung       | Gattung       |           |           |           | F./F.br.                                         | E.                                               | E.                                               |                                                               | [mm]                                                          | [mm]                                                          |                                                               |                                                               | [mm]                                                          | [mm]                                                          | [m²]                                                          | [m³]                                                          | [kg]                                                          |                                                                     |
| ------------- | ------------- | ------------- | --------- | --------- | --------- | ------------------------------------------------ | ------------------------------------------------ | ------------------------------------------------ | ------------------------------------------------------------- | ------------------------------------------------------------- | ------------------------------------------------------------- | ------------------------------------------------------------- | ------------------------------------------------------------- | ------------------------------------------------------------- | ------------------------------------------------------------- | ------------------------------------------------------------- | ------------------------------------------------------------- | ------------------------------------------------------------- | ------------------------------------------------------------------- |
| 1858– 1861    | Klett         | 264           | 21        | 33        | 78        | 1–320                                            | 3501–3820                                        | 15552–15871                                      | 2                                                             | 3210                                                          | 7037                                                          | H (E)                                                         |                                                               | 5620                                                          | 2420                                                          | 13,9                                                          | 15,4                                                          | 10.000                                                        | Werte in Klammern nach Umbau 1866; weitere Details siehe Wagenblatt |
| 1858– 1861    | Klett         | 55            | 21        | 33        | 78        | 1–320                                            | 3501–3820                                        | 15552–15871                                      | 2                                                             | 3210                                                          | 7037                                                          | H (E)                                                         | Brh                                                           | 5425                                                          | 2420                                                          | 12,6                                                          | 14,3                                                          | 10.000                                                        | Werte in Klammern nach Umbau 1866; weitere Details siehe Wagenblatt |

### Kleinviehwagen
| Herstelldaten | Herstelldaten     | Herstelldaten | Blatt-No. | Blatt-No. | Blatt-No. | Wagennummern je Epoche Gattungszeichen je Epoche | Wagennummern je Epoche Gattungszeichen je Epoche | Wagennummern je Epoche Gattungszeichen je Epoche | Fahrwerk / Ausstattung / Zusatzinfo (siehe jeweilige Legende) | Fahrwerk / Ausstattung / Zusatzinfo (siehe jeweilige Legende) | Fahrwerk / Ausstattung / Zusatzinfo (siehe jeweilige Legende) | Fahrwerk / Ausstattung / Zusatzinfo (siehe jeweilige Legende) | Fahrwerk / Ausstattung / Zusatzinfo (siehe jeweilige Legende) | Fahrwerk / Ausstattung / Zusatzinfo (siehe jeweilige Legende) | Fahrwerk / Ausstattung / Zusatzinfo (siehe jeweilige Legende) | Fahrwerk / Ausstattung / Zusatzinfo (siehe jeweilige Legende) | Fahrwerk / Ausstattung / Zusatzinfo (siehe jeweilige Legende) | Fahrwerk / Ausstattung / Zusatzinfo (siehe jeweilige Legende) | Fahrwerk / Ausstattung / Zusatzinfo (siehe jeweilige Legende) |
| Bau- jahr<    | Her- steller      | Anz.          | I         | II        | III       | gültig bis 1872                                  | gültig bis 1876                                  | gültig bis 1884                                  | Anz. Achs.                                                    | Rad- stand                                                    | LüP                                                           | Unt. Gest.                                                    | Brem- sen                                                     | Lade- länge                                                   | Lade- breite                                                  | Lade- fläche                                                  | Lade- volumen                                                 | Lade- gewicht                                                 | Bemerkung                                                     |
| Gattung       | Gattung           | Gattung       |           |           |           | G./G.br.                                         | K.                                               | K.                                               |                                                               | [mm]                                                          | [mm]                                                          |                                                               |                                                               | [mm]                                                          | [mm]                                                          | [m²]                                                          | [m³]                                                          | [kg]                                                          |                                                               |
| ------------- | ----------------- | ------------- | --------- | --------- | --------- | ------------------------------------------------ | ------------------------------------------------ | ------------------------------------------------ | ------------------------------------------------------------- | ------------------------------------------------------------- | ------------------------------------------------------------- | ------------------------------------------------------------- | ------------------------------------------------------------- | ------------------------------------------------------------- | ------------------------------------------------------------- | ------------------------------------------------------------- | ------------------------------------------------------------- | ------------------------------------------------------------- | ------------------------------------------------------------- |
| 1858          | Nöll              | 8             | 22        | 34        | 72        | 1–8                                              | 4001–4008                                        | 17405–17412                                      | 2                                                             | 3210                                                          | 6950                                                          | H                                                             |                                                               | 5750                                                          | 2510                                                          |                                                               |                                                               | 10.000                                                        | weitere Details siehe Wagenblatt                              |
| 1860          | Nöll              | 4             | 23        | 34        | 72        | 9–12                                             | 4009–4012                                        | 17413–17416                                      | 2                                                             | 3210                                                          | 6950                                                          | H                                                             | Pl                                                            | 5240                                                          | 2510                                                          |                                                               |                                                               | 10.000                                                        | weitere Details siehe Wagenblatt                              |
| 1867          | Nöll Klett Rathg. | 4             | 24        | 36        | 71        | 13–16                                            | 4013–4016                                        | 17717–17720                                      | 2                                                             | 3568                                                          | 6710                                                          | E                                                             | Brh                                                           | 6520                                                          | 2520                                                          |                                                               |                                                               | 10.000                                                        | weitere Details siehe Wagenblatt                              |
| 1867          | Nöll Klett Rathg. | 16            | 24        | 36        | 71        | 17–32                                            | 4017–4032                                        | 17421–17436                                      | 2                                                             | 3568                                                          | 6710                                                          | E                                                             |                                                               | 6520                                                          | 2520                                                          |                                                               |                                                               | 10.000                                                        | weitere Details siehe Wagenblatt                              |
| 1867          | Nöll Klett Rathg. | 4             | 24        | 36        | 71        | 33–36                                            | 4033–4036                                        | 17437–17440                                      | 2                                                             | 3590                                                          | 6710                                                          | E                                                             | Brh                                                           | 6520                                                          | 2520                                                          |                                                               |                                                               | 10.000                                                        | weitere Details siehe Wagenblatt                              |
| 1867          | Nöll Klett Rathg. | 3             | 24        | 36        | 71        |                                                  |                                                  | 17448–17450                                      | 2                                                             | 3590                                                          | 6710                                                          | E                                                             | Brh                                                           | 6520                                                          | 2520                                                          |                                                               |                                                               | 10.000                                                        | weitere Details siehe Wagenblatt                              |

### Pferdetransportwagen
| Herstelldaten | Herstelldaten | Herstelldaten | Blatt-No. | Blatt-No. | Blatt-No. | Wagennummern je Epoche Gattungszeichen je Epoche | Wagennummern je Epoche Gattungszeichen je Epoche | Wagennummern je Epoche Gattungszeichen je Epoche | Fahrwerk / Ausstattung / Zusatzinfo (siehe jeweilige Legende) | Fahrwerk / Ausstattung / Zusatzinfo (siehe jeweilige Legende) | Fahrwerk / Ausstattung / Zusatzinfo (siehe jeweilige Legende) | Fahrwerk / Ausstattung / Zusatzinfo (siehe jeweilige Legende) | Fahrwerk / Ausstattung / Zusatzinfo (siehe jeweilige Legende) | Fahrwerk / Ausstattung / Zusatzinfo (siehe jeweilige Legende) | Fahrwerk / Ausstattung / Zusatzinfo (siehe jeweilige Legende) | Fahrwerk / Ausstattung / Zusatzinfo (siehe jeweilige Legende) | Fahrwerk / Ausstattung / Zusatzinfo (siehe jeweilige Legende) | Fahrwerk / Ausstattung / Zusatzinfo (siehe jeweilige Legende) | Fahrwerk / Ausstattung / Zusatzinfo (siehe jeweilige Legende) |
| Bau- jahr<    | Her- steller  | Anz.          | I         | II        | III       | gültig bis 1872                                  | gültig bis 1876                                  | gültig bis 1884                                  | Anz. Achs.                                                    | Rad- stand                                                    | LüP                                                           | Unt. Gest.                                                    | Brem- sen                                                     | Lade- länge                                                   | Lade- breite                                                  | Lade- fläche                                                  | Lade- volumen                                                 | Lade- gewicht                                                 | Bemerkung                                                     |
| Gattung       | Gattung       | Gattung       |           |           |           | O./O.br.                                         | M.                                               | M.                                               |                                                               | [mm]                                                          | [mm]                                                          |                                                               |                                                               | [mm]                                                          | [mm]                                                          | [m²]                                                          | [m³]                                                          | [kg]                                                          |                                                               |
| ------------- | ------------- | ------------- | --------- | --------- | --------- | ------------------------------------------------ | ------------------------------------------------ | ------------------------------------------------ | ------------------------------------------------------------- | ------------------------------------------------------------- | ------------------------------------------------------------- | ------------------------------------------------------------- | ------------------------------------------------------------- | ------------------------------------------------------------- | ------------------------------------------------------------- | ------------------------------------------------------------- | ------------------------------------------------------------- | ------------------------------------------------------------- | ------------------------------------------------------------- |
| 1859          | Klett         | 10            | 25        | 37        | 66        | 1–10                                             | 4101–4110                                        | 17656–17665                                      | 2                                                             | 3350                                                          | 7600                                                          | H                                                             |                                                               | 5960                                                          | 2670                                                          | 14,9                                                          | 31,3                                                          | 10.000                                                        | weitere Details siehe Wagenblatt                              |

### Kohlewagen
| Herstelldaten | Herstelldaten | Herstelldaten | Blatt-No. | Blatt-No. | Blatt-No. | Wagennummern je Epoche Gattungszeichen je Epoche | Wagennummern je Epoche Gattungszeichen je Epoche | Wagennummern je Epoche Gattungszeichen je Epoche | Fahrwerk / Ausstattung / Zusatzinfo (siehe jeweilige Legende) | Fahrwerk / Ausstattung / Zusatzinfo (siehe jeweilige Legende) | Fahrwerk / Ausstattung / Zusatzinfo (siehe jeweilige Legende) | Fahrwerk / Ausstattung / Zusatzinfo (siehe jeweilige Legende) | Fahrwerk / Ausstattung / Zusatzinfo (siehe jeweilige Legende) | Fahrwerk / Ausstattung / Zusatzinfo (siehe jeweilige Legende) | Fahrwerk / Ausstattung / Zusatzinfo (siehe jeweilige Legende) | Fahrwerk / Ausstattung / Zusatzinfo (siehe jeweilige Legende) | Fahrwerk / Ausstattung / Zusatzinfo (siehe jeweilige Legende) | Fahrwerk / Ausstattung / Zusatzinfo (siehe jeweilige Legende) | Fahrwerk / Ausstattung / Zusatzinfo (siehe jeweilige Legende)                                                                         |
| Bau- jahr<    | Her- steller  | Anz.          | I         | II        | III       | gültig bis 1872                                  | gültig bis 1876                                  | gültig bis 1884                                  | Anz. Achs.                                                    | Rad- stand                                                    | LüP                                                           | Unt. Gest.                                                    | Brem- sen                                                     | Lade- länge                                                   | Lade- breite                                                  | Lade- fläche                                                  | Lade- volumen                                                 | Lade- gewicht                                                 | Bemerkung |
| Gattung       | Gattung       | Gattung       |           |           |           | O./O.br.                                         | M.                                               | M.                                               |                                                               | [mm]                                                          | [mm]                                                          |                                                               |                                                               | [mm]                                                          | [mm]                                                          | [m²]                                                          | [m³]                                                          | [kg]                                                          | |
| ------------- | ------------- | ------------- | --------- | --------- | --------- | ------------------------------------------------ | ------------------------------------------------ | ------------------------------------------------ | ------------------------------------------------------------- | ------------------------------------------------------------- | ------------------------------------------------------------- | ------------------------------------------------------------- | ------------------------------------------------------------- | ------------------------------------------------------------- | ------------------------------------------------------------- | ------------------------------------------------------------- | ------------------------------------------------------------- | ------------------------------------------------------------- | --- |
| 1860          | Klett         | 1             | 26        | 38        | 88        | 1                                                | 4121                                             | 16610                                            | 2                                                             | 2627                                                          | 6170                                                          | H (H,E)                                                       | Brh                                                           | 4550                                                          | 2510                                                          | 11,42                                                         | 11,7                                                          | 10.000                                                        | mit zwei Bodenklappen; vermutlich Musterwagen; ungebremster Wagen bis 1879 mit Bremserhaus versehen; weitere Details siehe Wagenblatt |
| 1860          | Klett         | 1             | 26        | 38        | 88        | 2                                                | 4122                                             | 16611                                            | 2                                                             | 2627                                                          | 6170                                                          | H (H,E)                                                       | (Brh)                                                         | 4980                                                          | 2510                                                          | 12,50                                                         | 12,8                                                          | 10.000                                                        | mit zwei Bodenklappen; vermutlich Musterwagen; ungebremster Wagen bis 1879 mit Bremserhaus versehen; weitere Details siehe Wagenblatt |
| 1858– 1861    | Klett         | 58            | 27        | 39        | 89        | 3–60                                             | 4123–4180                                        | 16612–16669                                      | 2                                                             | 3210                                                          | 6950                                                          | H,E (E)                                                       | Brh                                                           | 5340                                                          | 2420                                                          | 12,92                                                         |                                                               | 10.000                                                        | Bordhöhe 0,92 m; weitere Details siehe Wagenblatt                                                                                     |
| 1858– 1861    | Klett         | 242           | 27        | 39        | 89        | 61–302                                           | 4181–4422                                        | 16670–16911                                      | 2                                                             | 3210                                                          | 6950                                                          | H,E (E)                                                       |                                                               | 5340                                                          | 2420                                                          | 12,92                                                         |                                                               | 10.000                                                        | Bordhöhe 0,92 m; weitere Details siehe Wagenblatt                                                                                     |
| 1865– 1866    | Klett         | 40            | 28        | 40        | 90        | 303–342                                          | 4423–4462                                        | 16912–16951                                      | 2                                                             | 3210                                                          | 7037                                                          | H,E (E)                                                       | Brh                                                           | 5550                                                          | 2420                                                          | 13,43                                                         | 11,68                                                         | 10.000                                                        | Bordhöhe 0,87 m; weitere Details siehe Wagenblatt                                                                                     |
| 1865– 1866    | Klett         | 20            | 28        | 40        | 90        | 343–362                                          | 4463–4482                                        | 16952–16971                                      | 2                                                             | 3210                                                          | 7037                                                          | H,E (E)                                                       |                                                               | 5980                                                          | 2420                                                          | 14,47                                                         | 12,59                                                         | 10.000                                                        | Bordhöhe 0,87 m; weitere Details siehe Wagenblatt                                                                                     |
| 1867          | Klett         | 38            | 29        | 41        | 87        | 363–400                                          | 4483–4520                                        | 15872–15909                                      | 2                                                             | 3590                                                          | 7890                                                          | H,E (E)                                                       | Brh                                                           | 6270                                                          | 2370                                                          | 14,86                                                         | 12,93                                                         | 10.000                                                        | Bordhöhe 0,87 m; weitere Details siehe Wagenblatt                                                                                     |
| 1867          | Klett         | 50            | 29        | 41        | 87        | 401–450                                          | 4521–4570                                        | 15910–15959                                      | 2                                                             | 3590                                                          | 7890                                                          | H,E (E)                                                       |                                                               | 6730                                                          | 2370                                                          | 15,96                                                         | 13,89                                                         | 10.000                                                        | Bordhöhe 0,87 m; weitere Details siehe Wagenblatt                                                                                     |

### Schemelwagen
| Herstelldaten | Herstelldaten | Herstelldaten | Blatt-No. | Blatt-No. | Blatt-No. | Wagennummern je Epoche Gattungszeichen je Epoche | Wagennummern je Epoche Gattungszeichen je Epoche | Wagennummern je Epoche Gattungszeichen je Epoche | Fahrwerk / Ausstattung / Zusatzinfo (siehe jeweilige Legende) | Fahrwerk / Ausstattung / Zusatzinfo (siehe jeweilige Legende) | Fahrwerk / Ausstattung / Zusatzinfo (siehe jeweilige Legende) | Fahrwerk / Ausstattung / Zusatzinfo (siehe jeweilige Legende) | Fahrwerk / Ausstattung / Zusatzinfo (siehe jeweilige Legende) | Fahrwerk / Ausstattung / Zusatzinfo (siehe jeweilige Legende) | Fahrwerk / Ausstattung / Zusatzinfo (siehe jeweilige Legende) | Fahrwerk / Ausstattung / Zusatzinfo (siehe jeweilige Legende) | Fahrwerk / Ausstattung / Zusatzinfo (siehe jeweilige Legende) | Fahrwerk / Ausstattung / Zusatzinfo (siehe jeweilige Legende) | Fahrwerk / Ausstattung / Zusatzinfo (siehe jeweilige Legende)       |
| Bau- jahr<    | Her- steller  | Anz.          | I         | II        | III       | gültig bis 1872                                  | gültig bis 1876                                  | gültig bis 1884                                  | Anz. Achs.                                                    | Rad- stand                                                    | LüP                                                           | Unt. Gest.                                                    | Brem- sen                                                     | Lade- länge                                                   | Lade- breite                                                  | Lade- fläche                                                  | Lade- volumen                                                 | Lade- gewicht                                                 | Bemerkung                                                           |
| Gattung       | Gattung       | Gattung       |           |           |           | O./O.br.                                         | M.                                               | M.                                               |                                                               | [mm]                                                          | [mm]                                                          |                                                               |                                                               | [mm]                                                          | [mm]                                                          | [m²]                                                          | [m³]                                                          | [kg]                                                          |                                                                     |
| ------------- | ------------- | ------------- | --------- | --------- | --------- | ------------------------------------------------ | ------------------------------------------------ | ------------------------------------------------ | ------------------------------------------------------------- | ------------------------------------------------------------- | ------------------------------------------------------------- | ------------------------------------------------------------- | ------------------------------------------------------------- | ------------------------------------------------------------- | ------------------------------------------------------------- | ------------------------------------------------------------- | ------------------------------------------------------------- | ------------------------------------------------------------- | ------------------------------------------------------------------- |
| 1858– 1861    | Klett         | 264           | 21        | 33        | 78        | 1–320                                            | 3501–3820                                        | 15552–15871                                      | 2                                                             | 3210                                                          | 7037                                                          | H (E)                                                         |                                                               | 5620                                                          | 2420                                                          | 13,9                                                          | 15,4                                                          | 10.000                                                        | Werte in Klammern nach Umbau 1866; weitere Details siehe Wagenblatt |
| 1858– 1861    | Klett         | 55            | 21        | 33        | 78        | 1–320                                            | 3501–3820                                        | 15552–15871                                      | 2                                                             | 3210                                                          | 7037                                                          | H (E)                                                         | Brh                                                           | 5425                                                          | 2420                                                          | 12,6                                                          | 14,3                                                          | 10.000                                                        | Werte in Klammern nach Umbau 1866; weitere Details siehe Wagenblatt |

### Materialtransportwagen
| Herstelldaten | Herstelldaten | Herstelldaten | Blatt-No. | Blatt-No. | Blatt-No. | Wagennummern je Epoche Gattungszeichen je Epoche | Wagennummern je Epoche Gattungszeichen je Epoche | Wagennummern je Epoche Gattungszeichen je Epoche | Fahrwerk / Ausstattung / Zusatzinfo (siehe jeweilige Legende) | Fahrwerk / Ausstattung / Zusatzinfo (siehe jeweilige Legende) | Fahrwerk / Ausstattung / Zusatzinfo (siehe jeweilige Legende) | Fahrwerk / Ausstattung / Zusatzinfo (siehe jeweilige Legende) | Fahrwerk / Ausstattung / Zusatzinfo (siehe jeweilige Legende) | Fahrwerk / Ausstattung / Zusatzinfo (siehe jeweilige Legende) | Fahrwerk / Ausstattung / Zusatzinfo (siehe jeweilige Legende) | Fahrwerk / Ausstattung / Zusatzinfo (siehe jeweilige Legende) | Fahrwerk / Ausstattung / Zusatzinfo (siehe jeweilige Legende) | Fahrwerk / Ausstattung / Zusatzinfo (siehe jeweilige Legende) | Fahrwerk / Ausstattung / Zusatzinfo (siehe jeweilige Legende)       |
| Bau- jahr<    | Her- steller  | Anz.          | I         | II        | III       | gültig bis 1872                                  | gültig bis 1876                                  | gültig bis 1884                                  | Anz. Achs.                                                    | Rad- stand                                                    | LüP                                                           | Unt. Gest.                                                    | Brem- sen                                                     | Lade- länge                                                   | Lade- breite                                                  | Lade- fläche                                                  | Lade- volumen                                                 | Lade- gewicht                                                 | Bemerkung                                                           |
| Gattung       | Gattung       | Gattung       |           |           |           | O./O.br.                                         | M.                                               | M.                                               |                                                               | [mm]                                                          | [mm]                                                          |                                                               |                                                               | [mm]                                                          | [mm]                                                          | [m²]                                                          | [m³]                                                          | [kg]                                                          |                                                                     |
| ------------- | ------------- | ------------- | --------- | --------- | --------- | ------------------------------------------------ | ------------------------------------------------ | ------------------------------------------------ | ------------------------------------------------------------- | ------------------------------------------------------------- | ------------------------------------------------------------- | ------------------------------------------------------------- | ------------------------------------------------------------- | ------------------------------------------------------------- | ------------------------------------------------------------- | ------------------------------------------------------------- | ------------------------------------------------------------- | ------------------------------------------------------------- | ------------------------------------------------------------------- |
| 1858– 1861    | Klett         | 264           | 21        | 33        | 78        | 1–320                                            | 3501–3820                                        | 15552–15871                                      | 2                                                             | 3210                                                          | 7037                                                          | H (E)                                                         |                                                               | 5620                                                          | 2420                                                          | 13,9                                                          | 15,4                                                          | 10.000                                                        | Werte in Klammern nach Umbau 1866; weitere Details siehe Wagenblatt |
| 1858– 1861    | Klett         | 55            | 21        | 33        | 78        | 1–320                                            | 3501–3820                                        | 15552–15871                                      | 2                                                             | 3210                                                          | 7037                                                          | H (E)                                                         | Brh                                                           | 5425                                                          | 2420                                                          | 12,6                                                          | 14,3                                                          | 10.000                                                        | Werte in Klammern nach Umbau 1866; weitere Details siehe Wagenblatt |

### Torfwagen
Da es in den bayerischen Kernlanden keine Kohlevorkommen gab  – die einzigen ärarischen Kohlegruben gab es in der Pfalz – wurde neben teurer Importkohle aus Böhmen und Schlesien auch heimischer Torf verfeuert. Da dieser großvolumig war bei geringem Gewicht reichten die vorhandenen Tender bzw. Kohlekästen nicht aus, weswegen man direkt hinter den entsprechenden Lokomotiven sogenannte Torfwagen (oder auch Torfmunitionswagen) einstellte.
| Herstelldaten | Herstelldaten | Herstelldaten | Blatt-No. | Blatt-No. | Blatt-No. | Wagennummern je Epoche Gattungszeichen je Epoche | Wagennummern je Epoche Gattungszeichen je Epoche | Wagennummern je Epoche Gattungszeichen je Epoche | Fahrwerk / Ausstattung / Zusatzinfo (siehe jeweilige Legende) | Fahrwerk / Ausstattung / Zusatzinfo (siehe jeweilige Legende) | Fahrwerk / Ausstattung / Zusatzinfo (siehe jeweilige Legende) | Fahrwerk / Ausstattung / Zusatzinfo (siehe jeweilige Legende) | Fahrwerk / Ausstattung / Zusatzinfo (siehe jeweilige Legende) | Fahrwerk / Ausstattung / Zusatzinfo (siehe jeweilige Legende) | Fahrwerk / Ausstattung / Zusatzinfo (siehe jeweilige Legende) | Fahrwerk / Ausstattung / Zusatzinfo (siehe jeweilige Legende) | Fahrwerk / Ausstattung / Zusatzinfo (siehe jeweilige Legende) | Fahrwerk / Ausstattung / Zusatzinfo (siehe jeweilige Legende) | Fahrwerk / Ausstattung / Zusatzinfo (siehe jeweilige Legende)       |
| Bau- jahr<    | Her- steller  | Anz.          | I         | II        | III       | gültig bis 1872                                  | gültig bis 1876                                  | gültig bis 1884                                  | Anz. Achs.                                                    | Rad- stand                                                    | LüP                                                           | Unt. Gest.                                                    | Brem- sen                                                     | Lade- länge                                                   | Lade- breite                                                  | Lade- fläche                                                  | Lade- volumen                                                 | Lade- gewicht                                                 | Bemerkung                                                           |
| Gattung       | Gattung       | Gattung       |           |           |           | O./O.br.                                         | M.                                               | M.                                               |                                                               | [mm]                                                          | [mm]                                                          |                                                               |                                                               | [mm]                                                          | [mm]                                                          | [m²]                                                          | [m³]                                                          | [kg]                                                          |                                                                     |
| ------------- | ------------- | ------------- | --------- | --------- | --------- | ------------------------------------------------ | ------------------------------------------------ | ------------------------------------------------ | ------------------------------------------------------------- | ------------------------------------------------------------- | ------------------------------------------------------------- | ------------------------------------------------------------- | ------------------------------------------------------------- | ------------------------------------------------------------- | ------------------------------------------------------------- | ------------------------------------------------------------- | ------------------------------------------------------------- | ------------------------------------------------------------- | ------------------------------------------------------------------- |
| 1858          | Nöll          | 3             | 40        | 52        | 73        | 1–3                                              | 6461–6463                                        | 17 653–17 655                                    | 2                                                             | 3.210 (3.590)                                                 | 6.950 (7.924)                                                 | H H,E                                                         |                                                               | 5.840 (6.610)                                                 | 2.420                                                         | 14,20                                                         | 25,50                                                         | 10.000                                                        | Werte in Klammern nach Umbau 1887; weitere Details siehe Wagenblatt |

### Großviehwagen
| Herstelldaten | Herstelldaten | Herstelldaten | Blatt-No. | Blatt-No. | Blatt-No. | Wagennummern je Epoche Gattungszeichen je Epoche | Wagennummern je Epoche Gattungszeichen je Epoche | Wagennummern je Epoche Gattungszeichen je Epoche | Fahrwerk / Ausstattung / Zusatzinfo (siehe jeweilige Legende) | Fahrwerk / Ausstattung / Zusatzinfo (siehe jeweilige Legende) | Fahrwerk / Ausstattung / Zusatzinfo (siehe jeweilige Legende) | Fahrwerk / Ausstattung / Zusatzinfo (siehe jeweilige Legende) | Fahrwerk / Ausstattung / Zusatzinfo (siehe jeweilige Legende) | Fahrwerk / Ausstattung / Zusatzinfo (siehe jeweilige Legende) | Fahrwerk / Ausstattung / Zusatzinfo (siehe jeweilige Legende) | Fahrwerk / Ausstattung / Zusatzinfo (siehe jeweilige Legende) | Fahrwerk / Ausstattung / Zusatzinfo (siehe jeweilige Legende) | Fahrwerk / Ausstattung / Zusatzinfo (siehe jeweilige Legende) | Fahrwerk / Ausstattung / Zusatzinfo (siehe jeweilige Legende)       |
| Bau- jahr<    | Her- steller  | Anz.          | I         | II        | III       | gültig bis 1872                                  | gültig bis 1876                                  | gültig bis 1884                                  | Anz. Achs.                                                    | Rad- stand                                                    | LüP                                                           | Unt. Gest.                                                    | Brem- sen                                                     | Lade- länge                                                   | Lade- breite                                                  | Lade- fläche                                                  | Lade- volumen                                                 | Lade- gewicht                                                 | Bemerkung                                                           |
| Gattung       | Gattung       | Gattung       |           |           |           | O./O.br.                                         | M.                                               | M.                                               |                                                               | [mm]                                                          | [mm]                                                          |                                                               |                                                               | [mm]                                                          | [mm]                                                          | [m²]                                                          | [m³]                                                          | [kg]                                                          |                                                                     |
| ------------- | ------------- | ------------- | --------- | --------- | --------- | ------------------------------------------------ | ------------------------------------------------ | ------------------------------------------------ | ------------------------------------------------------------- | ------------------------------------------------------------- | ------------------------------------------------------------- | ------------------------------------------------------------- | ------------------------------------------------------------- | ------------------------------------------------------------- | ------------------------------------------------------------- | ------------------------------------------------------------- | ------------------------------------------------------------- | ------------------------------------------------------------- | ------------------------------------------------------------------- |
| 1864          | Klett         | 75            | 41        | 41        | 68        | 1–35                                             | 6501–6535                                        | 17 666–17 700                                    | 2                                                             | 3.590 (3.650)                                                 | 6.800                                                         | H H,E                                                         |                                                               | 6.480                                                         | 2.410                                                         | 15,7                                                          | 30,0                                                          | 10.000                                                        | Werte in Klammern nach Umbau 1868; weitere Details siehe Wagenblatt |
| 1864          | Klett         | 75            | 41        | 41        | 68        | 36-55                                            | 6536-6555                                        | 17 701–17 720                                    | 2                                                             | 3.590 (3.650)                                                 | 6.800                                                         | H H,E                                                         | Brh                                                           | 6.480                                                         | 2.410                                                         | 15,7                                                          | 28,4                                                          | 10.000                                                        | Werte in Klammern nach Umbau 1868; weitere Details siehe Wagenblatt |
| 1864          | Klett         | 75            | 41        | 41        | 68        | 56-75                                            | 6556-6575                                        | 17 721–17 740                                    | 2                                                             | 3.590 (3.650)                                                 | 6.800                                                         | H H,E                                                         |                                                               | 6.480                                                         | 2.410                                                         | 15,7                                                          | 30,0                                                          | 10.000                                                        | Werte in Klammern nach Umbau 1868; weitere Details siehe Wagenblatt |